# 北海道地図 (企業)
- ・・・ > 企業 > 産業別の企業 > 情報通信業 > マスメディア事業者 > 出版社 > 地図会社 > 日本の地図会社 > 北海道地図 (企業)

北海道地図株式会社（ほっかいどうちず、HOKKAIDO-CHIZU Co., Ltd.）は、日本の地図事業を行う企業。
1984年、業界にさきがけ取り入れたコンピュータマッピングで、基盤地図汎用データベース「GISMAP」シリーズを構築、全国整備。
平面の地図だけでなく、上空を飛ぶ鳥が地上を見下ろしたような地図「鳥瞰図（ちょうかんず）」などの地図も製作し、
現在も多くの地図情報・技術を蓄積、3次元地図の流通を含め新しい技術開発に取り組んでいる。
また、日本地図学会が毎年開催する地図・図書展で選定される優秀地図の多くを北海道地図が作成しており、地図業界では知る人ぞ知る存在である。
近年はジオパーク事業にも力を入れており、製品のジオアート（鳥瞰図ポスター）は43地域のうち40地域を網羅している。

## 事業内容
- 地図データベース
- GIS・システム開発
- クロスメディア
- 空間情報サービス
- 地図調製・印刷
- 3Dマッピング

## 沿革
- 1953年（昭和28年） 9月	旭川市10条通14丁目にて津田勝美が創業
- 1957年（昭和32年） 8月	会社設立
- 1966年（昭和41年） 7月	スクライブ技法による製図作業開始
- 1966年（昭和41年） 10月	札幌支店開設
- 1967年（昭和42年） 10月	本社社屋を旭川市東4条8丁目に新築移転、地図作成の一貫作業工場完成
- 1968年（昭和43年） 12月	測量法に基づく測量業者登録
- 1969年（昭和44年） 11月	仙台支店開設
- 1970年（昭和45年） 10月	東京支店開設
- 1972年（昭和47年） 10月	東京作業所開設
- 1979年（昭和54年） 11月	旭川市神居町台場（現在地）に旭川作業所新築移転
- 1984年（昭和59年） 1月	コンピュータ・マッピング画像処理システム開発
- 1988年（昭和63年） 11月	本社社屋を神居町台場に新築移転。併せてコンピュータ・マッピング・システム設置
- 1989年（平成元年）	カー・ナビゲーションシステムの電子地図作成に参画
- 1995年（平成07年） 5月	標高データベースを全国整備、三次元データ構築提供開始
- 1997年（平成09年） 1月	本社敷地内に情報センタービル新築、大縮尺地図データベース構築を本格化
  - 全国中縮尺地図データベース構築完了
- 1998年（平成10年） 3月	GIS地図データベース「GISMAPシリーズ」発売
- 2004年（平成16年） 10月	ISO9001:2000認証取得（技術本部、空間情報ソリューション本部）
  - A倍版CTP（コンピュータ・ダイレクト刷版システム）導入
- 2007年（平成19年） 8月	「ビスタマップ旭川」国際地図展 最優秀賞受賞
- 2012～2015年（平成24～27年）	電子国土賞4年連続受賞
  - コンテンツ部門：3Dプリンターによる被災地の詳細立体模型の作製[1]
  - 電子国土功績賞：北上川下流立体地図（レリーフマップ）[2]　
  - コンテンツ部門：やまつみ・HCC Craft[3]
  - PC部門：登山地図＆計画マネージャー「ヤマタイム」[4]
- 2013年（平成25年） 1月	ジオパーク推進室設立
- 2018年（平成30年） 10月	特定非営利活動法人日本ジオパークネットワークより北海道地図株式会社（小林毅一）が特別功労賞を受賞

## 事業所
本社
- 旭川本社・総合技術センター（北海道旭川市）

拠点事業所
- 東京支店・東京フロントオフィス（東京都千代田区）
- 札幌支店（札幌市白石区）
- 仙台支店（仙台市青葉区）

そのほかの事業所
- 旭川支店（北海道旭川市）
- 帯広支店（北海道帯広市）
- 盛岡支店（岩手県盛岡市）
- 福島支店（福島県郡山市）
- 青森営業所（青森県青森市）
- 秋田営業所（秋田県秋田市）
- 山形営業所（山形県山形市）
- 千葉営業所（千葉市中央区）
- 静岡営業所（静岡市葵区）